# Kopanina (Stany)
Kopanina – część wsi Stany w Polsce położona w województwie podkarpackim, w powiecie stalowowolskim, w gminie Bojanów.
W latach 1975–1998 Kopanina administracyjnie należała do województwa tarnobrzeskiego.